# Fabrizio Lorieri
Fabrizio Lorieri (Massa, 11 febbraio 1964) è un allenatore di calcio ed ex calciatore italiano, di ruolo portiere, preparatore dei portieri del Catanzaro.

## Carriera

### Giocatore

#### Club

Lorieri sulla copertina dell'album di figurine Calciatori Panini del 1992-93

Cresciuto nell'Inter, esordisce nella stagione 1981-1982 con la Sangiovannese (Serie C2), per poi passare in comproprietà al Prato l'anno successivo: con i toscani vince il campionato di Serie C2 1982-1983. Nel 1983 torna all'Inter come riserva di Walter Zenga, ma dopo una stagione senza scendere in campo si trasferisce sempre in comproprietà al Piacenza, in Serie C1: con gli emiliani disputa una stagione da titolare, perdendo la Serie B dopo lo spareggio contro il Lanerossi Vicenza.
Dopo un'altra stagione senza presenze nell'Inter è ceduto al Torino. Con la squadra piemontese gioca tre campionati di Serie A dal 1986 al 1989, disputandone da titolare inamovibile solo uno (1987-1988) e subendo, nelle restanti stagioni, la concorrenza di portieri di riserva quali Renato Copparoni e Luca Marchegiani. Nella stagione 1988-1989 il rapporto con il Torino si incrina definitivamente e dopo la retrocessione dei granata si trasferisce all'Ascoli, dove rimane per quattro stagioni (due in Serie A e due in Serie B).
Nel 1993 approda alla Roma per 4 miliardi di lire; con i giallorossi colleziona 20 presenze nella prima stagione e 2 nella seconda in Serie A (debutto il 29 agosto 1993 in Genoa-Roma 2-0).
Nel 1995 è ceduto al Lecce, in Serie C1, con cui ottiene due promozioni consecutive (dalla C1 alla B e dalla B alla A). Nella stagione 1997-1998 è titolare in Serie A con il Lecce, che retrocede. Nella stagione 1998-1999, in Serie B, conquista nuovamente la promozione in massima divisione con i salentini. Nel periodo trascorso al Lecce milita per due anni con l'ex compagno nella Roma Giuseppe Giannini.
Nell'ottobre 1999, non rientrando nei piani della società, è acquistato dalla Salernitana (Serie B), in cui milita per una stagione prima di passare al Genoa in cambio di Salvatore Soviero (altre due annate in Serie B). Nel giugno 2002 è allo Spezia, in Serie C1, dove finisce quasi subito fuori rosa e nel gennaio 2004 passa al Cuoiopelli Cappiano Romaiano, in Serie C2, dove chiude la carriera.

#### Nazionale
Conta 15 convocazioni e 4 presenze nella nazionale italiana Under-21, con cui ha esordito il 12 novembre 1986 (0-0 contro l'Austria) e disputato l'ultima gara l'11 febbraio dell'anno seguente (vittoria per 2-1 sul Portogallo).

### Allenatore
Dopo il ritiro si lega a Luigi Cagni, tecnico che segue nelle esperienze al Catanzaro come preparatore dei portieri, all'Empoli nella stagione 2006-2007 e poi nello scorcio finale della stagione 2007-2008 e al Parma fino al settembre 2008, con entrambe le squadre anche nel ruolo di vice. Il 30 giugno 2010 il Lecce durante una conferenza stampa per il cambio della presidenza, ufficializza il suo ingaggio per la stagione 2010-2011 come preparatore dei portieri. Ottenuta la salvezza e la consacrazione del portiere Antonio Rosati, passato poi al Napoli, viene riconfermato anche per la stagione successiva quando compie un altro grande lavoro con Massimiliano Benassi. Rimane al Lecce fino al gennaio 2013, quando viene sostituito con Raffaele Di Fusco, che fa parte dello staff del nuovo allenatore Antonio Toma, subentrato a Franco Lerda.
Nell'estate 2013 viene assunto dal Sassuolo, neopromosso in Serie A, come allenatore dei portieri. Rimane in Emilia anche dopo il passaggio di Eusebio Di Francesco alla Roma e l'ingaggio di Cristian Bucchi come nuovo tecnico della formazione neroverde.
Nel giugno del 2019 entra a far parte dello staff tecnico della Sampdoria, dove ritrova Eusebio Di Francesco.
Nel giugno 2022 diventa allenatore in seconda nello staff di Luca Gotti allo Spezia. Dopo l'esonero di Gotti, diventa allenatore ad interim dello Spezia per la partita contro la Juventus del 19 febbraio 2023, persa per 0-2, prima di lasciare il posto a Leonardo Semplici quando passa a ricoprire il ruolo di preparatore dei portieri venendo poi confermato anche con l’arrivo di Massimiliano Alvini in Serie B. Il 15 novembre 2023 viene sollevato dall'incarico dopo l'esonero del tecnico toscano.
Il 6 settembre 2024 Lorieri torna dopo vent'anni al Catanzaro, con cui firma un contratto annuale come nuovo allenatore e supervisore dei portieri giallorossi.

## Statistiche

### Presenze e reti nei club
| Stagione        | Squadra         | Campionato      | Campionato | Campionato | Coppe nazionali | Coppe nazionali | Coppe nazionali | Coppe continentali | Coppe continentali | Coppe continentali | Altre coppe | Altre coppe | Altre coppe | Totale | Totale |
| Stagione        | Squadra         | Comp            | Pres       | Reti       | Comp            | Pres            | Reti            | Comp               | Pres               | Reti               | Comp        | Pres        | Reti        | Pres   | Reti   |
| --------------- | --------------- | --------------- | ---------- | ---------- | --------------- | --------------- | --------------- | ------------------ | ------------------ | ------------------ | ----------- | ----------- | ----------- | ------ | ------ |
| 1980-1981       | Inter           | A               | 0          | 0          | CI              | -               | -               | CC                 | -                  | -                  | -           | -           | -           | -      | -      |
| 1981-1982       | Sangiovannese   | C2              | 33         | -34        | -               | -               | -               | -                  | -                  | -                  | -           | -           | -           | 33     | -34    |
| 1982-1983       | Prato           | C2              | 19         | -13        | -               | -               | -               | -                  | -                  | -                  | -           | -           | -           | 19     | -13    |
| 1983-1984       | Inter           | A               | 0          | 0          | CI              | -               | -               | CU                 | 0                  | 0                  | -           | -           | -           | 5      | -5     |
| 1984-1985       | Piacenza        | C1              | 34         | -25        | CI              | -               | -               | -                  | 0                  | 0                  | -           | -           | -           | 34     | -25    |
| 1985-1986       | Inter           | A               | 0          | 0          | CI              | 5               | -5              | CU                 | 0                  | 0                  | -           | -           | -           | 5      | -5     |
| Totale Inter    | Totale Inter    |                 | -          | -          |                 | 5               | -5              |                    | -                  | -                  |             | -           | -           | 5      | -5     |
| 1986-1987       | Torino          | A               | 24         | -27        | CI              | 5               | -3              | CU                 | 5                  | -2                 | -           | -           | -           | 34     | -32    |
| 1987-1988       | Torino          | A               | 30         | -30        | CI              | 12              | -13             | -                  | -                  | -                  | -           | -           | -           | 42     | -43    |
| 1988-1989       | Torino          | A               | 17         | -27        | CI              | 6               | -8              | -                  | -                  | -                  | -           | -           | -           | 23     | -35    |
| Totale Torino   | Totale Torino   |                 | 71         | -84        |                 | 23              | -24             |                    | 5                  | -2                 |             | -           | -           | 99     | -110   |
| 1989-1990       | Ascoli          | A               | 33         | -41        | CI              | 2               | -1              | -                  | -                  | --                 | -           | -           | -           | 35     | -42    |
| 1990-1991       | Ascoli          | B               | 38         | -34        | CI              | 2               | -2              | -                  | -                  | -                  | -           | -           | -           | 40     | -36    |
| 1991-1992       | Ascoli          | A               | 33         | -68        | CI              | 2               | -5              | -                  | -                  | -                  | -           | -           | -           | 35     | -73    |
| 1992-1993       | Ascoli          | B               | 37         | -35        | CI              | 3               | -5              | -                  | -                  | -                  | -           | -           | -           | 40     | -40    |
| Totale Ascoli   | Totale Ascoli   |                 | 141        | -178       |                 | 9               | -13             |                    | -                  | -                  |             | -           | -           | 150    | -191   |
| 1993-1994       | Roma            | A               | 20         | -22        | CI              | 3               | -4              | -                  | -                  | -                  | -           | -           | -           | 23     | -27    |
| 1994-1995       | Roma            | A               | 2          | -3         | CI              | 2               | -2              | -                  | -                  | -                  | -           | -           | -           | 4      | -5     |
| Totale Roma     | Totale Roma     |                 | 22         | -25        |                 | 5               | -6              |                    | -                  | -                  |             | -           | -           | 27     | -31    |
| 1995-1996       | Lecce           | C1              | 33         | -28        | CI              | 3               | -5              | -                  | -                  | -                  | -           | -           | -           | 36     | -33    |
| 1996-1997       | Lecce           | B               | 38         | -39        | CI              | 1               | 0               | -                  | -                  | -                  | -           | -           | -           | 39     | -39    |
| 1997-1998       | Lecce           | A               | 33         | -68        | CI              | 6               | -5              | -                  | -                  | -                  | -           | -           | -           | 39     | -73    |
| 1998-1999       | Lecce           | B               | 36         | -38        | CI              | 5               | -7              | -                  | -                  | -                  | -           | -           | -           | 41     | -45    |
| Totale Lecce    | Totale Lecce    |                 | 140        | -173       |                 | 15              | -17             |                    | -                  | -                  |             | -           | -           | 155    | -190   |
| 1999-2000       | Salernitana     | B               | 29         | -38        | CI              | -               | -               | -                  | -                  | -                  | -           | -           | -           | 29     | -38    |
| 2000-2001       | Genoa           | B               | 38         | -39        | CI              | 3               | -7              | -                  | -                  | -                  | -           | -           | -           | 41     | -46    |
| 2001-2002       | Genoa           | B               | 29         | -30        | CI              | 3               | -3              | -                  | -                  | -                  | -           | -           | -           | 32     | -33    |
| Totale Genoa    | Totale Genoa    |                 | 67         | -69        |                 | 6               | -10             |                    | -                  | -                  |             | -           | -           | 73     | -79    |
| 2002-2003       | Spezia          | C1              | 8          | -9         | -               | -               | -               | -                  | -                  | -                  | -           | -           | -           | 8      | -9     |
| 2003-2004       | CuoioCappiano   | C2              | 5          | -          | -               | -               | -               | -                  | -                  | -                  | -           | -           | -           | 5      | -      |
| Totale carriera | Totale carriera | Totale carriera | 569        | -648       |                 | 63              | -75             |                    | 5                  | -2                 |             |             |             | 642    | -731   |

## Palmarès

### Club
- Serie C2: 1

Prato: 1982-1983 (girone A)
- Serie C1: 1

Lecce: 1995-1996 (girone B)